# Yann-Erik de Lanlay
Yann-Erik Randa Bahezre de Lanlay (Stavanger, 14 maggio 1992) è un calciatore norvegese, attaccante del Viking.

## Caratteristiche tecniche
È un'ala raffinata, con un talento particolare nel fornire assist per i compagni.

## Carriera

### Club
Ha iniziato la sua carriera con la maglia del Viking. Il 10 settembre 2010 ha firmato un contratto professionistico con il club e ha debuttato ufficialmente in prima squadra in data 17 ottobre 2010, sostituendo Trond Erik Bertelsen nella sconfitta per 2-1 in casa dell'Odd Grenland. Nella stagione successiva, si è imposto come titolare della squadra. Il 31 luglio 2011 è la prima rete nella massima divisione norvegese, nel successo per 2-0 sul Fredrikstad. Ha totalizzato 34 presenze e 3 reti, tra campionato e coppa, nella sua seconda stagione professionistica.
Il 17 luglio 2015, il Rosenborg ha annunciato sul proprio sito internet d'aver trovato un accordo con il Viking per il trasferimento di de Lanlay, soggetto al buon esito delle visite mediche. Il 20 luglio, de Lanlay è stato presentato ufficialmente come un nuovo giocatore del Rosenborg. Ha scelto la maglia numero 19. Il trasferimento sarebbe stato ratificato a partire dal 22 luglio, data di riapertura del calciomercato locale.
Il 23 dicembre 2019 è stato reso il suo ritorno al Viking, a partire dal 1º gennaio 2020: ha firmato un contratto quadriennale.

### Nazionale
Ha esordito per la Norvegia under 21 il 10 agosto 2011, subentrando a Harmeet Singh nella sconfitta per 3-0 contro la Scozia under 21. Il 10 novembre dello stesso anno ha segnato la prima rete, nel pareggio per 2-2 contro il Belgio under 21: la sfida era valida per le qualificazioni al campionato europeo Under-21 2013. L'8 gennaio 2013 ha effettuato il suo esordio nella Nazionale maggiore, subentrando a Erik Huseklepp nella vittoria per 0-1 contro la Nazionale sudafricana. Il 7 maggio 2013, è stato incluso nella lista provvisoria consegnata all'UEFA dal commissario tecnico Tor Ole Skullerud in vista del campionato europeo Under-21 2013. Il 22 maggio, il suo nome è comparso tra i 23 calciatori scelti per la manifestazione. La selezione norvegese superò la fase a gironi, per poi venire eliminata dalla Spagna under 21 in semifinale. In base al regolamento, la Norvegia ha ricevuto la medaglia di bronzo in ex aequo con i Paesi Bassi Under-21, altra semifinalista battuta.

## Statistiche

### Presenze e reti nei club
Statistiche aggiornate al 15 marzo 2021.
| Stagione         | Club             | Campionato       | Campionato | Campionato | Coppe nazionali | Coppe nazionali | Coppe nazionali | Coppe continentali | Coppe continentali | Coppe continentali | Supercoppe | Supercoppe | Supercoppe | Totale | Totale |
| Stagione         | Club             | Comp             | Pres       | Reti       | Comp            | Pres            | Reti            | Comp               | Pres               | Reti               | Comp       | Pres       | Reti       | Pres   | Reti   |
| ---------------- | ---------------- | ---------------- | ---------- | ---------- | --------------- | --------------- | --------------- | ------------------ | ------------------ | ------------------ | ---------- | ---------- | ---------- | ------ | ------ |
| 2010             | Viking           | ES               | 2          | 0          | CN              | 0               | 0               | -                  | -                  | -                  | -          | -          | -          | 2      | 0      |
| 2011             | Viking           | ES               | 30         | 3          | CN              | 4               | 0               | -                  | -                  | -                  | -          | -          | -          | 34     | 3      |
| 2012             | Viking           | ES               | 30         | 3          | CN              | 3               | 1               | -                  | -                  | -                  | -          | -          | -          | 33     | 4      |
| 2013             | Viking           | ES               | 23         | 2          | CN              | 2               | 1               | -                  | -                  | -                  | -          | -          | -          | 25     | 3      |
| 2014             | Viking           | ES               | 26         | 2          | CN              | 4               | 3               | -                  | -                  | -                  | -          | -          | -          | 30     | 5      |
| gen.-lug. 2015   | Viking           | ES               | 16         | 3          | CN              | 2               | 1               | -                  | -                  | -                  | -          | -          | -          | 18     | 4      |
| lug.-dic. 2015   | Rosenborg        | ES               | 12         | 3          | CN              | 3               | 1               | UEL                | 7                  | 0                  | -          | -          | -          | 22     | 4      |
| 2016             | Rosenborg        | ES               | 17         | 2          | CN              | 1               | 1               | UCL+UEL            | 4+0                | 2+0                | -          | -          | -          | 22     | 5      |
| 2017             | Rosenborg        | ES               | 8          | 0          | CN              | 2               | 0               | UCL+UEL            | 4+5                | 1+0                | SN         | 0          | 0          | 19     | 1      |
| 2018             | Rosenborg        | ES               | 17         | 3          | CN              | 4               | 0               | UCL+UEL            | 0+4                | 0                  | SN         | 0          | 0          | 25     | 3      |
| 2019             | Rosenborg        | ES               | 17         | 2          | CN              | 1               | 0               | UCL+UEL            | 5+0                | 0                  | SN         | 0          | 0          | 23     | 2      |
| Totale Rosenborg | Totale Rosenborg | Totale Rosenborg | 71         | 10         |                 | 11              | 2               |                    | 29                 | 3                  |            | 0          | 0          | 111    | 15     |
| 2020             | Viking           | ES               | 19         | 2          | -               | -               | -               | UEL                | 1                  | 0                  | -          | -          | -          | 20     | 2      |
| Totale Viking    | Totale Viking    | Totale Viking    | 146        | 15         |                 | 15              | 6               |                    | 1                  | 0                  |            | -          | -          | 162    | 21     |
| Totale carriera  | Totale carriera  | Totale carriera  | 217        | 25         |                 | 26              | 8               |                    | 30                 | 3                  |            | 0          | 0          | 273    | 36     |

### Cronologia presenze e reti in Nazionale
| Cronologia completa delle presenze e delle reti in nazionale ― Norvegia | Cronologia completa delle presenze e delle reti in nazionale ― Norvegia | Cronologia completa delle presenze e delle reti in nazionale ― Norvegia | Cronologia completa delle presenze e delle reti in nazionale ― Norvegia | Cronologia completa delle presenze e delle reti in nazionale ― Norvegia | Cronologia completa delle presenze e delle reti in nazionale ― Norvegia | Cronologia completa delle presenze e delle reti in nazionale ― Norvegia | Cronologia completa delle presenze e delle reti in nazionale ― Norvegia |
| Data                                                                    | Città                                                                   | In casa                                                                 | Risultato                                                               | Ospiti                                                                  | Competizione                                                            | Reti                                                                    | Note                                                                    |
| ----------------------------------------------------------------------- | ----------------------------------------------------------------------- | ----------------------------------------------------------------------- | ----------------------------------------------------------------------- | ----------------------------------------------------------------------- | ----------------------------------------------------------------------- | ----------------------------------------------------------------------- | ----------------------------------------------------------------------- |
| 9-1-2013                                                                | Città del Capo                                                          | Sudafrica                                                               | 0 – 1                                                                   | Norvegia                                                                | Amichevole                                                              | -                                                                       |                                                                         |
| 12-1-2013                                                               | Ndola                                                                   | Zambia                                                                  | 0 – 0                                                                   | Norvegia                                                                | Amichevole                                                              | -                                                                       |                                                                         |
| 15-1-2014                                                               | Abu Dhabi                                                               | Moldavia                                                                | 1 – 2                                                                   | Norvegia                                                                | Amichevole                                                              | 1                                                                       |                                                                         |
| 18-1-2014                                                               | Abu Dhabi                                                               | Polonia                                                                 | 3 – 0                                                                   | Norvegia                                                                | Amichevole                                                              | -                                                                       |                                                                         |
| 27-8-2014                                                               | Stavanger                                                               | Norvegia                                                                | 0 – 0                                                                   | Emirati Arabi Uniti                                                     | Amichevole                                                              | -                                                                       |                                                                         |
| Totale                                                                  |                                                                         | Presenze                                                                | 5                                                                       |                                                                         | Reti                                                                    | 1                                                                       |                                                                         |

## Palmarès

### Club

#### Competizioni nazionali
- Campionato norvegese: 4

Rosenborg: 2015, 2016, 2017, 2018
- Coppa di Norvegia: 2

Rosenborg: 2015, 2018